# Cylindrolaimus abnormis
Cylindrolaimus abnormis är en rundmaskart som beskrevs av Allgen 1933. Cylindrolaimus abnormis ingår i släktet Cylindrolaimus och familjen Axonolaimidae. Inga underarter finns listade i Catalogue of Life.